# Debet (rachunkowość)
Debet (łac. 'winien' od debēre 'być winnym') – w księgowości debetem nazywa się lewą stronę rachunku rozliczeniowego – czyli miejsce, gdzie wpisuje się aktywa. W rachunku zysków i strat po debecie księgowane są koszty.
Konto księgowe ma dwie przeciwstawne strony:
- stronę lewą nazywaną „Winien” (Wn) lub z łaciny „Debet” (Dt)
- stronę prawą określaną jako „Ma” lub „Credit” (Ct)